# 영향 아래 있는 남자 (2007년 영화)
"영향 아래 있는 남자"(A Man Under The Influenza)는 한국에서 제작된 정주리 감독의 2007년 영화이다. 정석용 등이 주연으로 출연하였다.

## 출연

### 주연
- 정석용